# Jiutepec
Jiutepec er en by og en kommune i den mexikanske delstat Morelos. Navnet kommer fra nahuatl Xiuhtepēc eller Xiuhtepētl (xiuh = ædelsten, tepēc = ås, tepētl = fjell). 
Ifølge folketællinger fra 2005 har denne by 153 704 indbyggere.